# Volumen atómico
El volumen atómico  es el volumen que ocupa un mol de átomo del elemento considerado. Se obtiene según la siguiente ecuación:{\displaystyle V_{a}={\frac {m_{a}}{\rho }},}donde:
- Va: volumen del átomo,
- ma: masa del átomo,
- ρ: densidad

Se mide en unidades de volumen por mol (por ejemplo, cm³/mol).
Consideraciones al aplicar esta fórmula:
- En elementos gaseosos, se toma la densidad del líquido en su punto de ebullición.
- En sólidos con estructuras moleculares alotrópicas (como el azufre), se elige la más estable.
- En sólidos con estructuras cristalinas alotrópicas, se toma la densidad del que tiene número de coordinación 6.

El volumen atómico aumenta con el número atómico en elementos del mismo grupo (por ejemplo, el del potasio será mayor que el del sodio, etc.)
Los grupos con mayor volumen atómico son los metales del bloque s, después los no metales, y finalmente los metales de transición.
En un periodo disminuye hacia la derecha de la tabla periódica, salvo en los elementos cobre, zinc y galio donde el volumen y los volúmenes atómicos tienen una relación con la periodicidad química.    
Por lo cual los elementos con menor volumen atómico son los del grupo 5.
- Datos: Q5673486